# جوناس برورسون
جوناس برورسون (بالسويدية: Jonas Brorsson)‏ هو لاعب كرة قدم سويدي في مركز الدفاع، ولد في 12 يوليو 1963. لعب مع نادي تريليبورج ‏.